# Мост у Кучукчекмеджеу
Мост у Кучукчекмеджеу (тур. Küçükçekmece Köprüsü), познат и као Мост Мимара Синана у Кучукчекмеджеу (тур. Küçükçekmece Mimar Sinan Köprüsü), представља значајан пример османске камене мостоградње из 16. века, смештен на ушћу језера Кучукчекмедже (тур. Küçükçekmece Gölü) у Мраморно море, у истанбулском округу Кучукчекмедже, вилајета Истанбул. Овај лучни камени мост, који је повезивао Истанбул са Румелијом, одиграо је кључну улогу у историји региона, служећи као важна саобраћајница. Мост је био и део важне трговачке руте која је повезивала Истанбул са западним деловима Османског царства и служио је као контролна тачка за путнике који су улазили и излазили из града. Изградња моста је завршена 1560. године и приписује познатом османском архитекти Мимар Синану.

## Историја
Мост у Кучукчекмеджеу, подигнут је на једном од кључних путних праваца који су повезивали Истанбул са Румелијом, управо на месту где се језеро Кучукчекмедже, преко уског водотока, спаја са Мраморним морем. Овај простор, стратешки важан још од антике, представљао је значајну тачку преласка и током римског периода, када се на истој траси, како се претпоставља, налазио дрвени мост. У доба Источног римског царства, тим правцем је пролазила чувена Виа Егнатија (лат. Via Egnatia), најзначајнији друм који је повезивао Константинопољ са западним деловима царства. На узвишењу изнад језера налазило се насеље познато као Регијум (лат. Regium, грч. Ῥήγιον, срп. Краљевски), често називан и Регион (лат. Rhegion). Византијски историчар Прокопије из Цезареје (лат. Procopius Caesariensis), савременик цара Јустинијана I (владао од 527. до 565. године), оставио је запис о реконструкцији моста коју је спровео тај цар у шестом веку. Прокопије сведочи да је дотадашњи дрвено-камени мост, који је озбиљно оштећен у два земљотреса, замењен трајнијом конструкцијом. Историјски извори сведоче да је мост касније више пута претрпео оштећења и био обнављан. Године 813. уништила га је војска бугарског владара Крума, након чега је био обновљен у доба цара Василија I Македонца (867 — 886). Током векова који су уследили, нарочито у време крсташких ратова, мост је поново претрпео значајна оштећења. Француски витез и путописац Бертрандон де ла Брокијер (фр. Bertrandon de la Broquière), који је 1433. године пропутовао овим крајевима, у својим записима помиње постојање моста и две рушевне куле на његовим крајевима, што указује на значај који је прелаз имао и у позном средњем веку, упркос запуштености у коме се налазио. У бурном средњем веку мост је више пута страдао од земљотреса и ратова а познато је да није био у добром стању током османског освајања Константинопоља 1453. године. Турски хроничари бележе да је султан Мехмед II Освајач у зиму 1455. године наредио да се реконструише мост због његове стратешке важности, да би у последњој четвртини 16. века, током владавине Сулејмана I (Величанственог), био изграђен камени мост. Хронологија обнове  и изградње није потпуно јасна. Према Евлији Челебији, радове је започео Сулејман I, а завршио Селим II. Данашњи мост традиционално се приписује Мимар Синану (око 1560. године), иако неки историчари сматрају да је опсежне радове водио његов претходник Аџем Али (тур. Acem Ali), који је био главни архитекта пре њега.

## Рестаураторски радови
Током времена мост је неколико пута поправљан. Турски архиви бележе да је мост поправљан у периоду 1735 — 1736, те поново 1861 — 1862. Иако у званичним списковима рестаурација није посебно истакнута, мост је током Другог светског рата такође проширен, највероватније ради прилагођавања појачаном саобраћају у ратним условима. Та интервенција није оставила трајан траг у архитектонском идентитету моста, али је представљала део континуиране адаптације у складу са савременим потребама. Поправке су извођене и током 1996. године, да би последња велика санација била завршена је 2008. године, при чему је током рестаураторских радова откривен и раније затрпан, 13. лук моста. Након завршене обнове 2008. године, мост је у потпуности затворен за моторни саобраћај и адаптиран у пешачку зону, тако да данас служи искључиво као културни и туристички објекат, представљајући симболичну везу између историјског наслеђа и савременог урбаног идентитета округа Кучукчекмедже.

## Архитектонске карактеристике
Мост у Кучукчекмеджеу представља значајно дело османске инжењерске и архитектонске баштине, које се одликује изузетном прилагођеношћу природном терену и хидролошким условима. У питању је камени мост са више лукова, укупне дужине приближно 227 метара и ширине око 7 метара. Конструкција је изведена од правилно тесаних камених блокова, без употребе малтера као основног везивног средства, што сведочи о високом степену мајсторства у обради и спајању камена. Мост се састоји од укупно 13 лукова различитих димензија, при чему висина појединих распона варира од 1,35 до 8,50 метара. Ова асиметрија је условљена топографијом терена и хидрографијом локације, па је највиши и најшири лук смештен према северној страни, односно ка ушћу у Мраморно море, где је проток воде најинтензивнији. Насупрот томе, јужни лукови, окренути ка језеру Кучукчекмеджеу, знатно су мањег распона, што указује на пажљиво прорачунату динамичку равнотежу и адаптацију конструкције природној конфигурацији терена. У погледу стилских карактеристика, мост је изведен без икаквих људских или животињских приказа у декорацији, у складу са принципима османске архитектуре и естетике који су тежили строгој геометријској функционалности и одсуству фигуративне орнаментике, нарочито у јавним објектима. Траса моста оријентисана је у правцу север–југ и делимично прелази преко маленог Рибарског острва (тур. Balıkçı Adası), које се налази у уском водотоку, вези између језера и мора. То острво, које се у историјским изворима помиње као природна баријера, данас је уређено као јавни парк (Парк Рибарског острва, тур. Balıkçı Adası Parkı). На северном прилазу, мост повезује приобалне области и саобраћајнице које воде ка старој железничкој траси према Једрену (тур. Edirne), док је јужни прилаз окренут према Мраморном мору и улазу у Истанбул. Овакво решење указује на значај моста као дела некадашње главне комуникационе осе која је повезивала Источно римско царство (у историографији познато као Византијско царство) са румелијским областима Балкана.

## Значај моста у Кучукчекмеджеу данас
Као сведочанство миленијумског наслеђа и један од ретко очуваних примера класичне османске инфраструктуре, мост у Кучукчекмеджеу заузима посебно место у културној и урбаној мапи савременог Истанбула. Данас, након опсежне рестаурације, његова скулптурална и историјски препознатљива форма доминира пејзажом приобалног парка уз језеро, где представља један од централних визуелних и симболичких елемената округа. Трансформацијом моста у пешачку зону постао је омиљена дестинација како локалних становника, тако и туриста. Његова улога више није функционално-инфраструктурна, већ културно-семантичка, он представља физичку и метафоричку везу са прошлошћу града, подсећајући на време када је овај простор био кључна тачка на улазу у престоницу Источног Римског и касније Османског царства. Званично је класификован као културно добро прве категорије (тур. 1. derece kentsel sit alanı), под заштитом Министарства културе и туризма Републике Турске (тур. T.C. Kültür ve Turizm Bakanlığı). Његов значај у оквиру очувања културног наслеђа препознат је и у локалним иницијативама, те је постао једна од централних тачака бројних културних манифестација, фестивала и образовних програма у организацији општине Кучукчекмедже.

## Галерија
- Дрвени мост код Кучукчекмеджеа, близу Истанбула,[16] дело Луиђи Мајера (итал. Luigi Mayer),[V] из 1810. године
- Поглед на највећи лук моста
- Поглед на насеље и језеро Кучукчекмедже
- Поглед на насеље Кучукчекмедже
- Поглед на: мост, Парк Рибарско острво (лево) и језеро Кучукчекмедже (десно)